# 射的山
射的山（しゃてきやま）は、北海道旭川市永山に存在する、標高およそ171mの山である。周辺には庭園で有名な上野ファームが存在する。永山地域唯一の山である。

## 歴史
1897年（明治30年）から屯田兵第三大隊射撃場として一次利用されていた。このことが射的山の名前の由来になっている。1910年（明治43年）に山頂部に祠が祀られた。当時火災が多く、火の守り神、安産の願いを込めて祀られたものとされている。その後、特に利用されることはなかったが、大正時代に畑として開墾され、このとき山頂部から南側が大規模に伐採された。
この斜面は、当時この地域では唯一のスキー場として、多くの子供たちがスキーを楽しむ場所になった。現在は周辺スキー場の開発や安全性の問題から、行なわれることは全くなくなっている。2001年（平成13年）より、麓で上野ファームの庭園工事が始まり、現在では有名な観光スポットとなっている。

## 交通
- JR北海道石北本線を利用して桜岡駅で下車徒歩15分程度

## その他
- 山の南側には一部岩盤が削られている場所があり、また大正期に伐採され管理されないままの山肌が露出しており、山としての容姿はあまりとどめていない。上野ファームの看板では丘と表現されている。
- 山は永山地域の外れのほうにあり、すぐ先で当麻町と接している。
- 稀に桜岡地域にあるものであると誤解されるが、全域が永山地域に存在している。
- 山の頂上部に祀られた祠は現在もそのまま残されている。